# Manfred Kreß
Manfred Kreß (* 11. April 1937; † 24. Mai 2008) war ein deutscher Fußballspieler, der in den Jahren 1955 bis 1963 in den Oberligen Süd und West 96 Spiele mit 17 Toren bestritten hat.

## Laufbahn

### Oberligafußball, 1955 bis 1963
Der 18-jährige Amateur Manfred Kreß debütierte am vierten Spieltag der Oberliga West-Runde 1955/56, am 11. September 1955, beim Auswärtsspiel von Schwarz-Weiß Essen bei Bayer 04 Leverkusen in der Liga-Elf vom Uhlenkrug. Trainer Karl Winkler vertraute dem Talent im ETB-Angriff die linke Verbinderposition an und wurde mit einem 2:1-Auswärtssieg und dem Treffer des Liganeulings in der 27. Spielminute zur 2:0-Führung belohnt. An der Seite der Leistungsträger Edmond Kasperski und Hubert Schieth absolvierte der Techniker am linken Flügel 20 Spiele mit fünf Toren. Obwohl mit Theo Klöckner und Heinz Steinmann in der Saison 1956/57 sich zwei weitere Talente in der ETB-Stammelf etablieren konnten, stieg SW Essen im Sommer 1957 als 15. aus der Oberliga West ab. Kreß war in dieser Runde in 17 Spielen mit drei Toren für Essen im Einsatz gewesen und wechselte im Sommer 1957 nach München, zu den „Löwen“ vom TSV 1860.
1860 München hatte in der Saison 1956/57 den Aufstieg in die Oberliga Süd bewerkstelligt und Trainer Hans Hipp setzte 1957/58 Manfred Kreß in 12 Oberligaspielen in der Südstaffel ein und führte den Aufsteiger um die Leistungsträger Johann Auernhammer, Rudolf Kölbl und Alfons Stemmer auf den 6. Tabellenplatz.
Kreß wechselte nach einer Runde im Süden zurück in den Westen und schloss sich dem Team von Trainer Kuno Klötzer, Preußen Münster, zur Runde 1958/59 an. Lediglich in den zwei Spieljahren 1959/60 und 1960/61 gehörte er mit 21 bzw. 20 Einsätzen der Kernmannschaft der Preußen an. Im Abschlussjahr der Oberliga West, 1962/63, setzte ihn Trainer Richard Schneider nur am 27. und am 28. Spieltag gegen SW Essen und Borussia Dortmund ein. Durch das Erreichen des vierten Tabellenranges wurde Preußen Münster für die Fußball-Bundesliga ab der Saison 1963/64 nominiert. Manfred Kreß beendete im Sommer 1963 nach 47 Einsätzen und neun Toren für Münster seine Laufbahn im Vertragsfußball.

### Auswahlspiele, 1956 bis 1958
Der 19-jährige Spieler von SW Essen, Manfred Kreß, debütierte am 19. Mai 1956 beim Länderspiel in Freiburg gegen Frankreich in der deutschen Fußballnationalmannschaft der Amateure. Kreß steuerte zum 3:3-Unentschieden ein Tor für das DFB-Team bei. Zwei Tage später, am 21. Mai, kam er auch beim 4:1-Erfolg in München gegen Schottland zum Einsatz und auch hier gelang dem Talent aus Essen ein Treffer. Für das Olympiaaufgebot der Olympischen Spiele 1956 in Melbourne wurde Kreß aber nicht nominiert. Am Ende der Runde 1956/57, am 15. Mai 1957, kam er an der Seite von Matthias Mauritz, Rolf Geiger, Ernst-Günter Habig und Heinz Hornig zu seinem dritten Einsatz in der DFB-Amateurnationalmannschaft. In Glasgow erkämpfte sich das Team ein 1:1-Unentschieden gegen Schottland. Am Ende seiner Runde bei 1860 München kam er am 7. Mai 1958 zu seinem vierten Länderspiel. In Gelsenkirchen kam die Amateurnationalmannschaft zu einem 5:1-Erfolg gegen Curacao. Die späteren Bundesligaspieler Peter Grosser und Klaus Matischak stürmten dabei an der Seite von Manfred Kreß.